# چغا علی‌آباد
چغا علی‌آباد مربوط به دوره نوسنگی - عصر برنز - دوره اشکانیان است و در شهرستان دلفان، بخش مرکزی، روستای علی‌آباد واقع شده و این اثر در تاریخ ۱۰ مهر ۱۳۸۰ با شمارهٔ ثبت ۴۱۶۰ به‌عنوان یکی از آثار ملی ایران به ثبت رسیده است.